# Amâncio (cônsul em 345)
Amâncio (em latim: Amantius) foi um oficial romano do século IV, ativo durante o reinado conjunto dos imperadores Constâncio II (r. 337–361) e Constante I (r. 337–350). Nada se sabe sobre ele, exceto que em 345, tornar-se-ia cônsul posterior ao lado de Marco Númio Albino Tritúrrio. Os autores da PIRT associam-o com Crepereio Amâncio.